# Drilas
Drilas (em grego: Δριλαι; romaniz.: Drilai; em latim: drilae) foram uma antiga tribo georgiana ocidental, que habitava as costas montanhosas do mar Negro. Segundo a Anábase de Xenofonte, vivam no Ponto, não muito longe de Trapezo. Alega-se que suas terras eram de difícil acesso e que foram os povos mais belicosos do Ponto. Também foram mencionados no Périplo de Arriano.